# Четырёхдомный переулок
Четырёхдомный переулок — переулок в Нижегородском районе Юго-Восточного административного округа города Москвы. Пролегает от Нижегородской улицы в сторону железнодорожных путей Горьковского направления Московской железной дороги, где и заканчивается. Протяжённость переулка составляет около 187 метров. Прежнее наименование переулка Копейкин переулок, современное название он получил в 1925 году по количеству расположенных на нём домов.
В декабре 2015 года переулок вошёл в утверждённый Департаментом транспорта список улиц, на которых должны появиться новые платные парковки.